# Harpalus neglectus
Harpalus neglectus es una especie de escarabajo del género Harpalus, familia Carabidae. Fue descrita científicamente por Audinet-Serville en 1821.
Habita en Gran Bretaña, Dinamarca, Suecia, Francia, Bélgica, Países Bajos, Alemania, Suiza, Chequia, Hungría, Polonia, Bielorrusia, Portugal, España, Italia, Croacia, Rumania, Moldavia, Marruecos, Argelia, Túnez y Rusia.